# Diana Navarro
Diana Navarro Ocaña, nota come Diana Navarro (Malaga, 21 aprile 1978), è una cantante spagnola.
Ha raggiunto la notorietà col singolo Sola, del suo primo album No te olvides de mi ("Non ti scordare di me", 2005), per cui riceve il Premio Ondas nello stesso anno. È nota per aver contaminato generi tradizionali come il flamenco e la copla con sonorità arabe, orientali, classiche e così via.
Nel 2012, con altri cantanti, ha riproposto spettacolo Azabache, che era stato rappresentato in occasione dell'Expo '92 Siviglia.

## Discografia
- 1997 - Noche de coplas
- 2005 - No te olvides de mí
- 2007 - 24 rosas
- 2008 - Camino verde
- 2011 - Flamenco
- 2012 - Género Chica, omaggio alla zarzuela, nota in Spagna come género chico[1]
- 2013 - La esencia, album di compilazione composto da due CD e un DVD.
- 2016 - Resiliencia
- 2019 - Inesperado